# Tant que le café est encore chaud
Tant que le café est encore chaud (コーヒーが冷めないうちに, Kohi ga samenai uchi ni) est un roman de Toshikazu Kawaguchi sorti en 2015.

## Synopsis
Dans le café Funiculi Funicula, il est possible de voyager dans le passé en s'asseyant à une place particulière. Si celle-ci est occupée, il faut attendre son tour. Une fois que le voyage a commencé, il est obligatoire de se plier à une série de règles pour pouvoir mener son voyage à bien. De plus, on ne peut seulement rencontrer les personnes présentes dans la pièce au moment du voyage et il faut rentrer dans le présent avant que le fameux café refroidisse sous peine d’être sévèrement puni.

## Accueil
Le roman a été un énorme succès au Japon où il s'est vendu à plus d'un million d'exemplaires.

## Suites
Le roman a eu trois suites : Le Café du temps retrouvé, Le Café où vivent les souvenirs et Le Café des au revoir.

## Adaptations
Le roman a été adapté en 2018 sous le titre Cafe Funiculi Funicula.
En octobre 2021, SK Global et The Jackal Group ont acquis les droits du roman pour développer une série télévisée.